# Экибастузская забастовка заключённых
Экибасту́зская забастовка — забастовка заключённых в 6-м лаготделении Песчанлага (Экибастуз, Казахстан) в конце января 1952 года. Получила широкую известность благодаря тому, что эти события (вместе с Кенгирским восстанием) легли в основу написанного в 1959 году А. И. Солженицыным киносценария «Знают истину танки» и главы «Цепи рвём на ощупь» в третьем томе книги «Архипелаг ГУЛАГ».

## Предпосылки забастовки
В 1947 году в СССР была отменена смертная казнь и введены 25-летние сроки заключения. В результате, как пишет Виктор Левенштейн, в лагерях появилась новая большая группа заключённых в большинстве с боевым опытом (на фронте или в партизанах) и практически пожизненным сроком — им было нечего терять. Поэтому они готовы были рисковать жизнью. Именно из этих заключённых сложились подпольные конспиративные центры, которые руководили так называемой «рубиловкой» — уничтожением заключённых, открыто поддерживавших администрацию, а также её тайных осведомителей.
Осенью 1951 года в лагерь прибыл крупный этап заключённых из Дубовки, в котором были, в основном, националисты из Западной Украины.
Прибыв в Экибастуз, украинцы начали выявление осведомителей, сотрудничавших с администрацией лагеря, и их уничтожение. Так было убито несколько десятков человек.
6 января 1952 года лагерное начальство начало перераспределение заключённых в Песчанлаге. Всех западно-украинцев (около 2 тысяч) сосредоточили во 2-м лагпункте, а в первом оставили 3 тысячи заключённых других национальностей. БУР находился на территории первого лагпункта. В него перевели, подальше от основной массы, самых непокорных украинцев. В том же БУРе была так называемая «камера хранения»: помещение, где прятались некоторые стукачи, опасавшиеся расправы со стороны вооружённого лагерного подполья. Подозреваемых активистов из украинского подполья, помещённых в БУР, по одному сажали в камеру к стукачам, где их пытали.

## Ход забастовки
Забастовка возникла стихийно.
Вечером 22 января, вернувшись с работы, заключённые 1-го лаготделения, используя разломанные нары одного из ближайших к БУРу бараков (инструментом не запаслись, да и пронести его в зону трудно) начали крушить забор вокруг БУРа. Идея была поджечь камеру стукачей, плеснув туда бензин. Надзирателей, обеспокоенных шумом, оттеснили к вахте. Разбили стекла в штабном бараке. Начальник режима Мачаховский (или Мачеховский) и бежавшие надзиратели сообщили охране о случившемся. После чего с угловых вышек в темноте был открыт беспорядочный пулемётный огонь по зоне, где большинство заключённых даже не подозревали о случившемся.
По Солженицыну: 

В 9-м бараке убит был на своей койке мирный старик, кончавший десятилетний срок: через месяц он должен был освобождаться; его взрослые сыновья служили в той самой армии, которая лупила по нам с вышек.
Штурмовавшие БУР покинули его двор. В зону вошёл взвод автоматчиков, строчивших очередями (очевидно, поверх голов), за ними надзиратели с железными трубами и дубинками, избивавшие заключённых. Раненых и избитых было около 20 человек.
23 января заключённые из тех бараков, (включая барак, в котором содержался А. И. Солженицын), в которых не было раненых и убитых, вышли на работу. 24 января начата забастовка-голодовка. Были переброшены записки украинцам из 2-го лагпункта, однако, они забастовку не поддержали.
Данные, приводимые Солженицыным в «Архипелаге ГУЛАГ», подтверждаются документами из Центрального архива ФСБ. Из сообщения С. Д. Игнатьева, министра госбезопасности СССР, Г. М. Маленкову и Л. П. Берии:

Докладываю, что по сообщению МГБ Казахской ССР. 22 января с.г. в Экибастузском лагерном отделении (Павлодарская область) Песчаного лагеря МВД среди заключённых второго лагерного пункта возникла массовая волынка, сопровождавшаяся попыткой освободить из штрафного изолятора группу лиц, помещённых туда лагерной администрацией, как подозреваемых в совершённом ранее убийстве заключённых.
Во время наведения порядка охраной убит один заключённый и трое ранено.
На следующий день подавляющее большинство заключённых лагерного пункта отказались принимать пищу и не вышло на работу, настаивая на освобождении преступников из изолятора.

Для организации подавления волынки в Экибастуз выехали работники отдела МГБ Песчаного лагеря и Управления этого лагеря.

## Требования бастующих
Бастующие требовали смягчения режима и пересмотра дел:
- Судить виновников расстрела.
- Снять замки с бараков (бараки на ночь запирались только в особлагах).
- Снять номера (номера на одежде носили политические заключённые только в особлагах).
- Пересмотр приговоров ОСО в открытых судах (требование было выдвинуто некоторыми бараками бастовавшего лагеря)

## Окончание забастовки
26 января вечером, на третий день общей голодовки, 9-й барак прекратил её, они голодали на сутки дольше. Это была, по-видимому, последняя массовая голодовка в сталинском ГУЛАГе. 27 января, воскресенье, зэки не работали, комиссии из Караганды, Алма-Аты и Москвы обещают «разобраться». Во вторник, 29 января проведено совещание с бригадирами. На нём выступает в том числе и бригадир из механических мастерских Солженицын. 19 февраля из Экибастуза отправляют большой этап зачинщиков забастовки.

## Свидетельства
Свидетельства об Экибастузской забастовке-голодовке оставили участники и очевидцы событий Семён Бадаш, Виктор Левенштейн, Дмитрий Панин, Александр Солженицын и Янош Рожаш.

## Попытка дискредитации А. И. Солженицына в связи с Экибастузскими событиями
Более чем через два десятилетия Экибастузские события играли важную роль в операции КГБ СССР «Паук», направленной на дискредитацию А. И. Солженицына.
Начиная с 1976 года западногерманский литератор и криминолог Франк Арнау и чехословацкий журналист Томаш Ржезач по заданию КГБ СССР обвиняли Солженицына в лагерном «стукачестве», ссылаясь на копию автографа так называемого «доноса Ветрова» от 20 января 1952 года. Поводом для обвинений стало описание самим Солженицыным в главе 12 второго тома «Архипелага ГУЛАГ» процесса вербовки его сотрудниками НКВД в осведомители (под псевдонимом «Ветров»). Солженицын там же подчёркивал, что, будучи формально завербованным, не написал ни одного доноса.
Солженицын предоставил прессе образцы своего почерка для проведения почерковедческой экспертизы, но Арнау и Ржезач от проведения экспертизы уклонились. В свою очередь — Арнау и Ржезач обвинялись в контактах со Штази и КГБ, Пятое управление которого в рамках операции «Паук» пыталось дискредитировать Солженицына.
В тексте «доноса Ветрова» множество несоответствий реалиям забастовки в январе 1952 года. Забастовка была в значительной мере стихийной. Солженицын не входил в лагерное подполье и не мог знать о её подготовке, бандеровцы находились во втором лагпункте и были отделены от БУРа и поэтому не могли организовать нападение, реакция надзирателей показывает, что нападение на БУР было для них неожиданностью, жертвы были не среди нападавших, а в результате беспорядочной стрельбы в темноте по зоне и т. п.